# Verità della Fede
Verità della Fede è una delle opere più importanti con tematiche di dogma ed apologetica della fede cattolica scritta da Sant' Alfonso Maria de' Liguori, dottore della Chiesa, nel 1767.

## Contenuto
Inizialmente comincia con una preghiera alla Divina Madre Maria e suddiviso in tre parti con i relativi capitoli.
L'autore vuole mettere in luce nella presente opera l'affermazione dei punti principali e apologetici della Cristiana Religione.

## Edizioni
- Alfonso Maria de' Liguori, Verità della Fede, Nella stamperia di Bassano MDCCLXVII, a spese Remondini. Con Licenza de' Superiori, e Privilegio, 1767.
- Alfonso Maria de' Liguori, Verità della Fede, Monza per Luca Corbetta, 1823.